# Elecciones estatales de Bremen de 1987
Las Elecciones estatales de Bremen de 1987 fueron la duodécima elección al Bürgerschaft de Bremen. Tuvieron lugar el 13 de septiembre de 1987.

## Resultado
La participación fue del 75,6 por ciento. El SPD mantuvo su mayoría absoluta, continuando con su gobierno. El FDP fue capaz de volver al parlamento después de cuatro años fuera. La Deutsche Volksunion (bajo el nombre Lista D) ganó inesperadamente representación parlamentaria, al superar el 5% de los votos en Bremenhaven.

## Resultados
| Partido | Partido | Votos   | %    | Escaños  |
| ------- | ------- | ------- | ---- | -------- |
|         | SPD     | 196.903 | 50,5 | 54 (-4)  |
|         | CDU     | 91.334  | 23,4 | 25 (-12) |
|         | GRÜNE   | 39.839  | 10,2 | 10 (+5)  |
|         | FDP     | 39.078  | 10,0 | 10 (+10) |
|         | Lista D | 13.299  | 3,4  | 1 (+1)   |
|         | REP     | 4.623   | 1,2  | -        |
|         | DKP     | 2.159   | 0,6  | -        |
|         | ASD     | 2.109   | 0,5  | -        |
|         | FAP     | 256     | 0,1  | -        |
|         | MLPD    | 200     | 0,1  | -        |